# Kolkonliika
Kolkonliika är ett naturreservat i Pajala kommun i Norrbottens län.
Området är naturskyddat sedan 2013 och är 4,1 kvadratkilometer stort. Reservatet omfattar ett flackt skogs- och myrområde som använts som sommarviste för kalvmärkning. Reservatet består av tallskog i de torrare delarna och gran och gransumpskog i de fuktigare. 